# Etéd község
Etéd község (románul: Comuna Atid) község Hargita megyében, Romániában. Központja Etéd, beosztott falvai Küsmöd, Kőrispatak, Siklód, Énlaka.

## Népessége
A 2011-es népszámlálás adatai alapján a község népessége 2705 fő volt.